# گزبلند (دشتستان)
گزبلند (دشتستان)، روستایی از توابع بخش مرکزی شهرستان دشتستان در استان بوشهر ایران است.

## جمعیت
این روستا در دهستان حومه قرار دارد و براساس سرشماری مرکز آمار ایران در سال ۱۳۸۵، جمعیت آن ۳۲۱ نفر (۷۶خانوار) بوده‌است.